# Parc national Patagonia (Argentine)
Pour les articles homonymes, voir Patagonia.
Pour l’article homonyme, voir Parc national Patagonia (Chili).
Le parc national Patagonia (en espagnol : parque nacional Patagonia) est un parc national situé en Argentine dans le nord-ouest de la province de Santa Cruz.
L'oiseau symbole du parc est le grèbe mitré (macá tobiano) (Podiceps gallardoi), espèce rare et exclusive de la région, qui fut déclarée monument naturel provincial. Seuls 400 couples reproducteurs subsistent exclusivement dans la zone des hauts plateaux de l'ouest de la province de Santa Cruz.

## Géographie
Le parc comprend le secteur sud du département de Lago Buenos Aires, proche du secteur nord du département de Río Chico. Géographiquement il correspond à la partie de la meseta du lac Buenos Aires, au sud des localités de Los Antiguos et de Perito Moreno, et au nord de Bajo Caracoles.
La zone du parc présente une faune caractéristique des hauts plateaux patagoniques (mesetas), hébergeant notamment une avifaune variée représentative des steppes et zones humides de Patagonie. Ses aires terrestres appartiennent à l'écorégion de la steppe patagonique et nullement à celle de la forêt valdivienne, tandis que ses ruisseaux et lagunes font partie de l'écorégion dite de l'eau douce de Patagonie.

## Histoire
Le parc est créé par une loi sanctionnée en décembre 2014 et promulguée en janvier 2015.
La Fondation Flora y Fauna Argentina a acquis, notamment grâce à l'aide du philanthrope suisse Hansjörg Wyss, quelque 85 000 hectares et se trouve en train d'acquérir plus de 55 000 ha de plus qu'elle souhaite céder à l'État pour agrandir le parc national. Mais ce projet qui porterait à 500 000 ha (soit 5 000 km2) la superficie du parc s'est heurté à l'opposition des producteurs agricoles de la province, qui sont arrivés à bloquer au niveau provincial l'avancement de la cession,.
En novembre 2020, la justice déclare anticonstitutionnel le décret de création de la réserve. En effet, il n'y a pas eu de cession de terre des provinces à l'État fédéral. Cependant, le droit de la province de Santa Cruz ne prévoit pas de réserves naturelles, et la province a interdit la création de nouvelles aires protégées pendant un an.

Parcours de la route nationale 40 dans la province de Santa Cruz.

## Voies d'accès
Le centre de communications le plus proche est la ville de Perito Moreno. On y arrive par la route nationale 40.
La ville de Perito Moreno a un aéroport (code IATA PMQ - code OACI SAWP), dénommé aéroport Jalil Hamer, et situé à 7 km au nord-est de la ville,.
Sa longueur de piste est de 1700 mètres.

## Climat de Los Antiguos
Los Antiguos est située sur la rive sud du lac Buenos Aires, à proximité de la frontière du Chili et à 248 mètres d'altitude. Son climat est plutôt frais et de plus très sec, mais la petite ville étant bien exposée au soleil du nord, et bénéficiant d'un ensoleillement important, y résider est finalement fort agréable (9,0 °C de moyenne annuelle contre 9,8 à Paris).
| Mois                     | jan. | fév. | mars | avril | mai | juin | jui. | août | sep. | oct. | nov. | déc. | année |
| ------------------------ | ---- | ---- | ---- | ----- | --- | ---- | ---- | ---- | ---- | ---- | ---- | ---- | ----- |
| Température moyenne (°C) | 15   | 15   | 12   | 9     | 5   | 3    | 2    | 4    | 6    | 9    | 12   | 14   | 9     |
| Précipitations (mm)      | 12   | 7    | 16   | 25    | 48  | 40   | 52   | 39   | 24   | 13   | 10   | 10   | 295   |

## La faune

### Mammifères
Parmi les espèces de mammifères que l'on trouve ici, il faut citer,: le guanaco austral (Lama guanicoe guanicoe), le puma patagonique (Puma concolor puma), le chat de Geoffroy (Leopardus geoffroyi), le renard gris d'Argentine (Lycalopex griseus), le renard de Magellan (Lycalopex culpaeus magellanicus), la moufette de Patagonie  (Conepatus humboldtii), la belette de Patagonie (Lyncodon patagonicus), le piche (Zaedyus pichiy), etc.

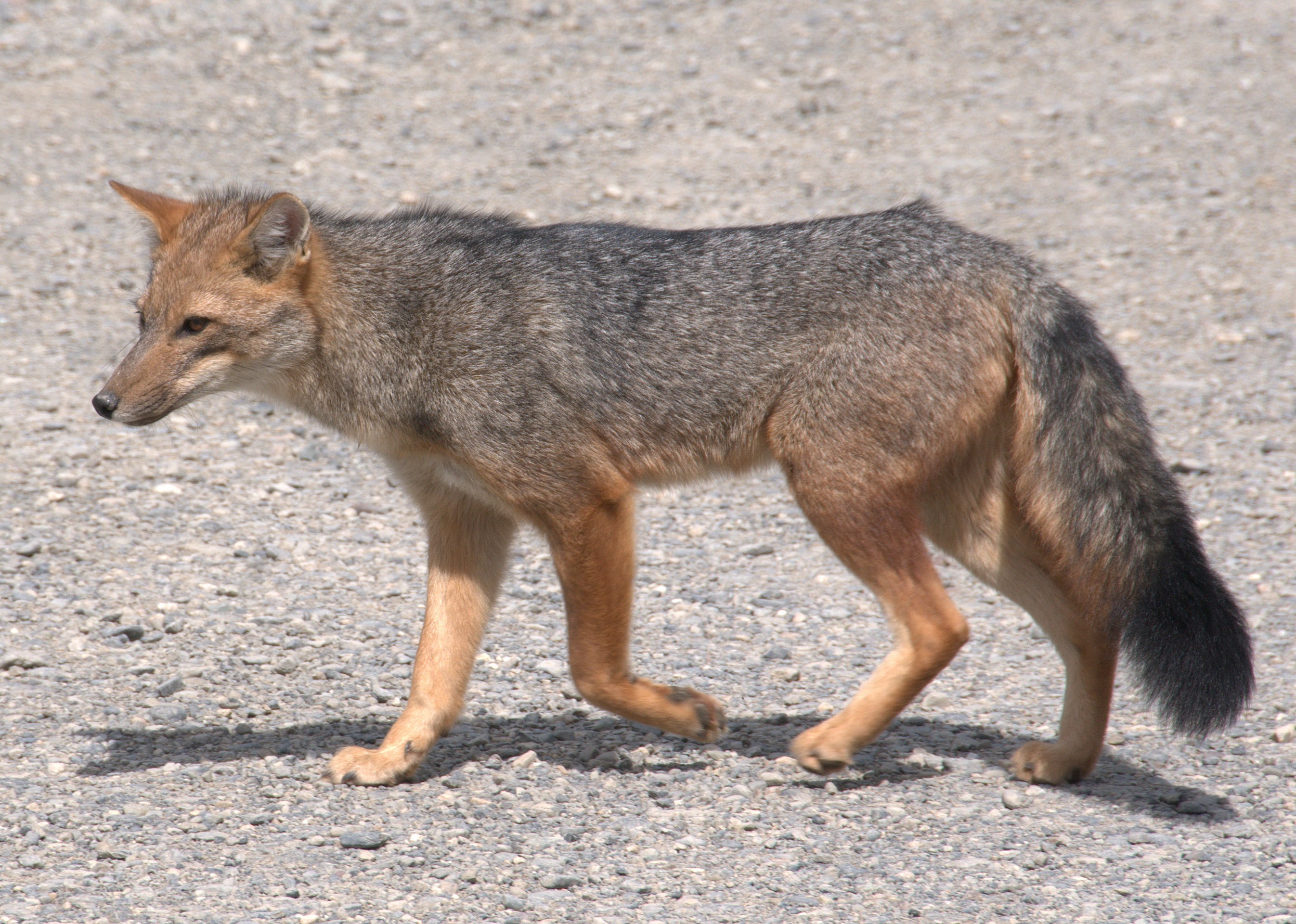
Lycalopex culpaeus magellanicus, la sous-espèce de renard de Magellan spécifique de ces régions.
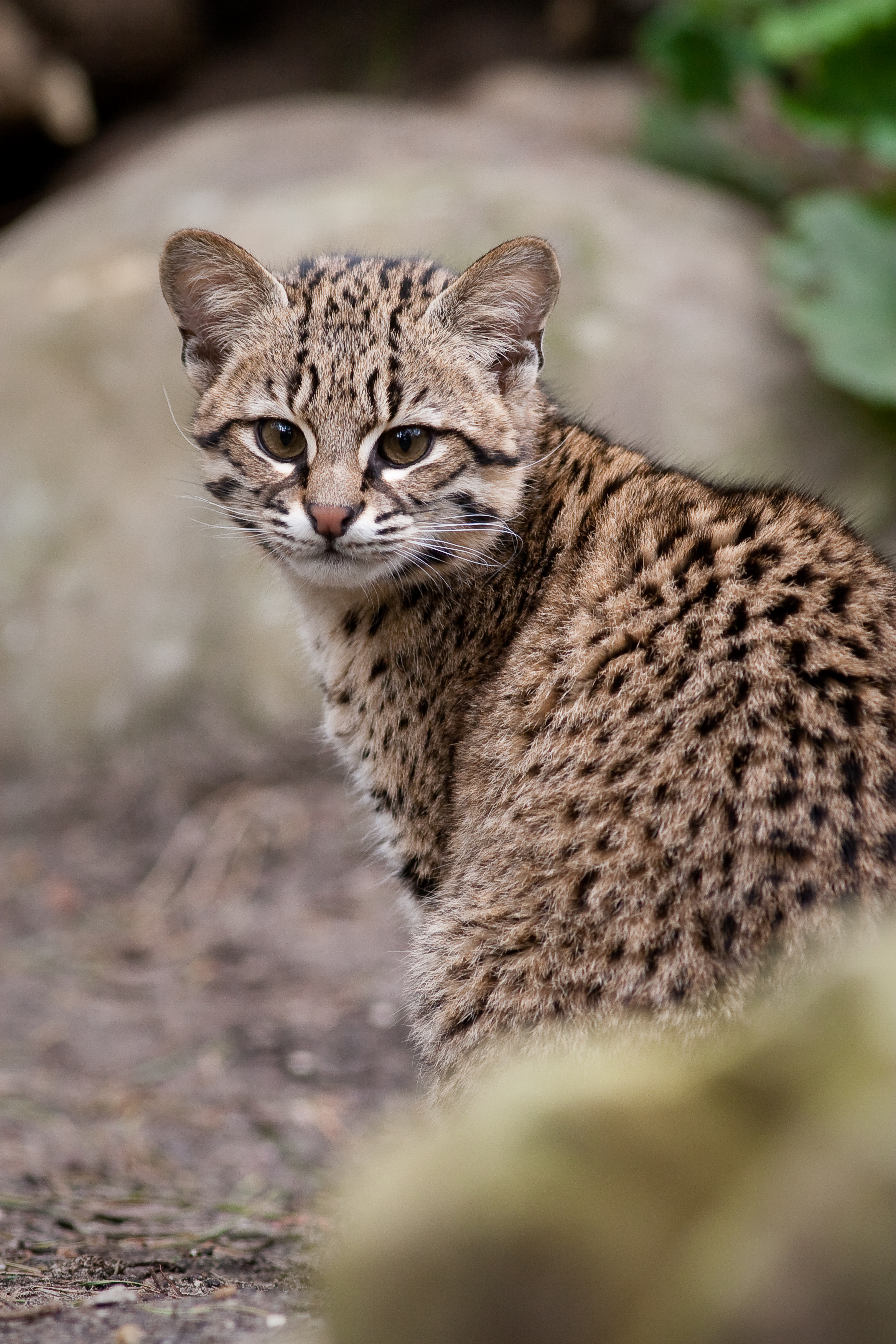
Chat de Geoffroy (Leopardus geoffroyi). Ici une femelle. De taille modeste, ce félin peut mesurer 60 cm et peser 5 kg.
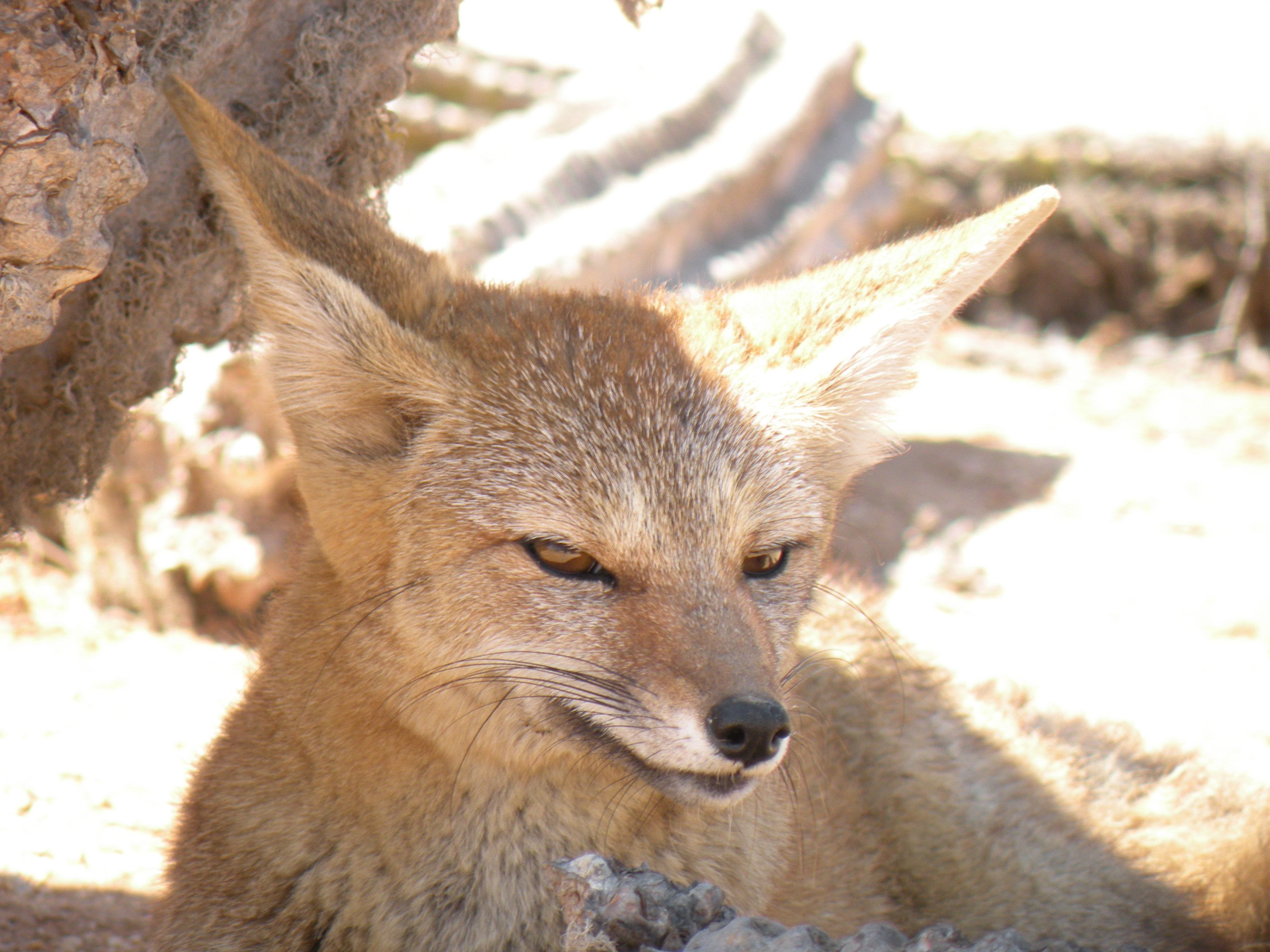
Renard gris d'Argentine (Lycalopex griseus). Il ne pèse guère plus de 3 kilos et ses traits le font ressembler beaucoup à un loup.

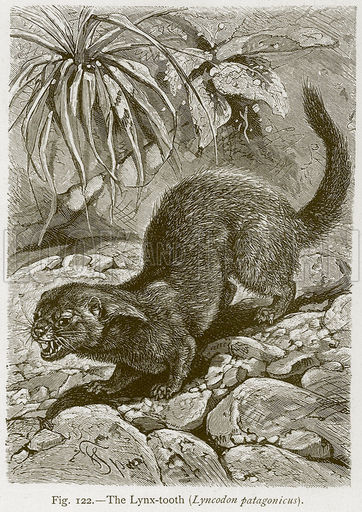
Dessin d'une belette de Patagonie (Lyncodon patagonicus)
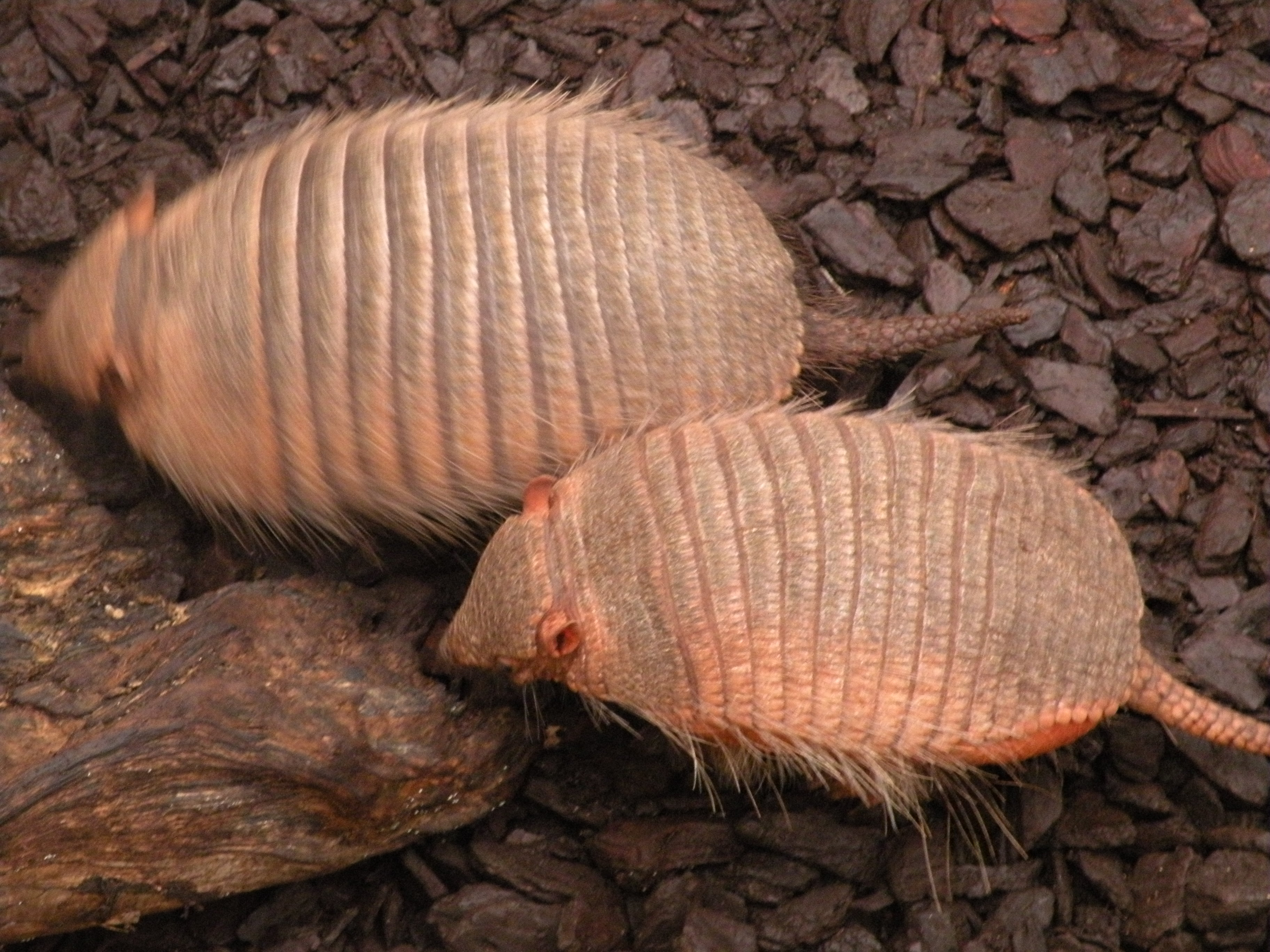
Pichis ou tatous velus de Patagonie (Zaedyus pichiy)
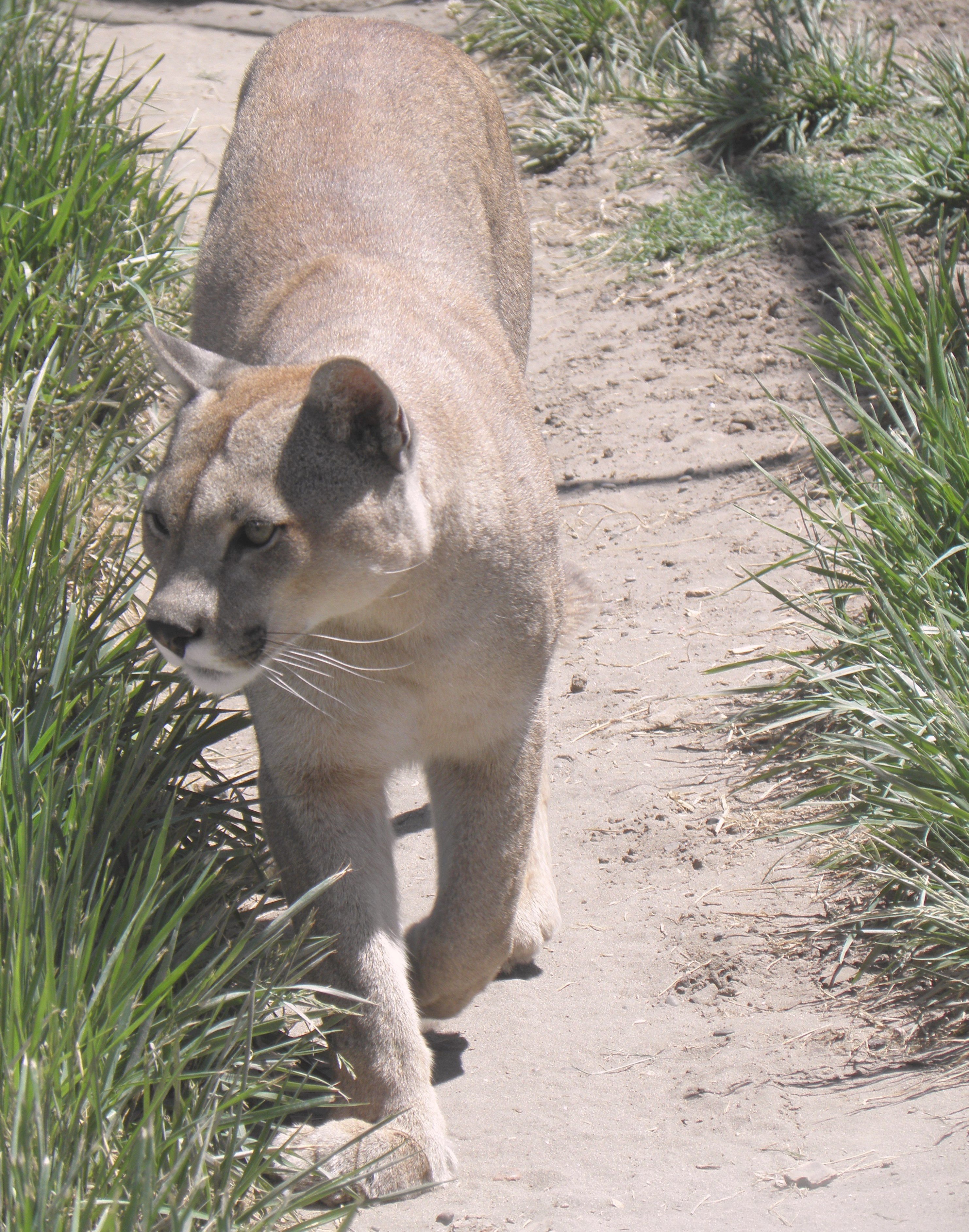
Un puma (Puma concolor) de la sous-espèce locale Puma concolor puma.

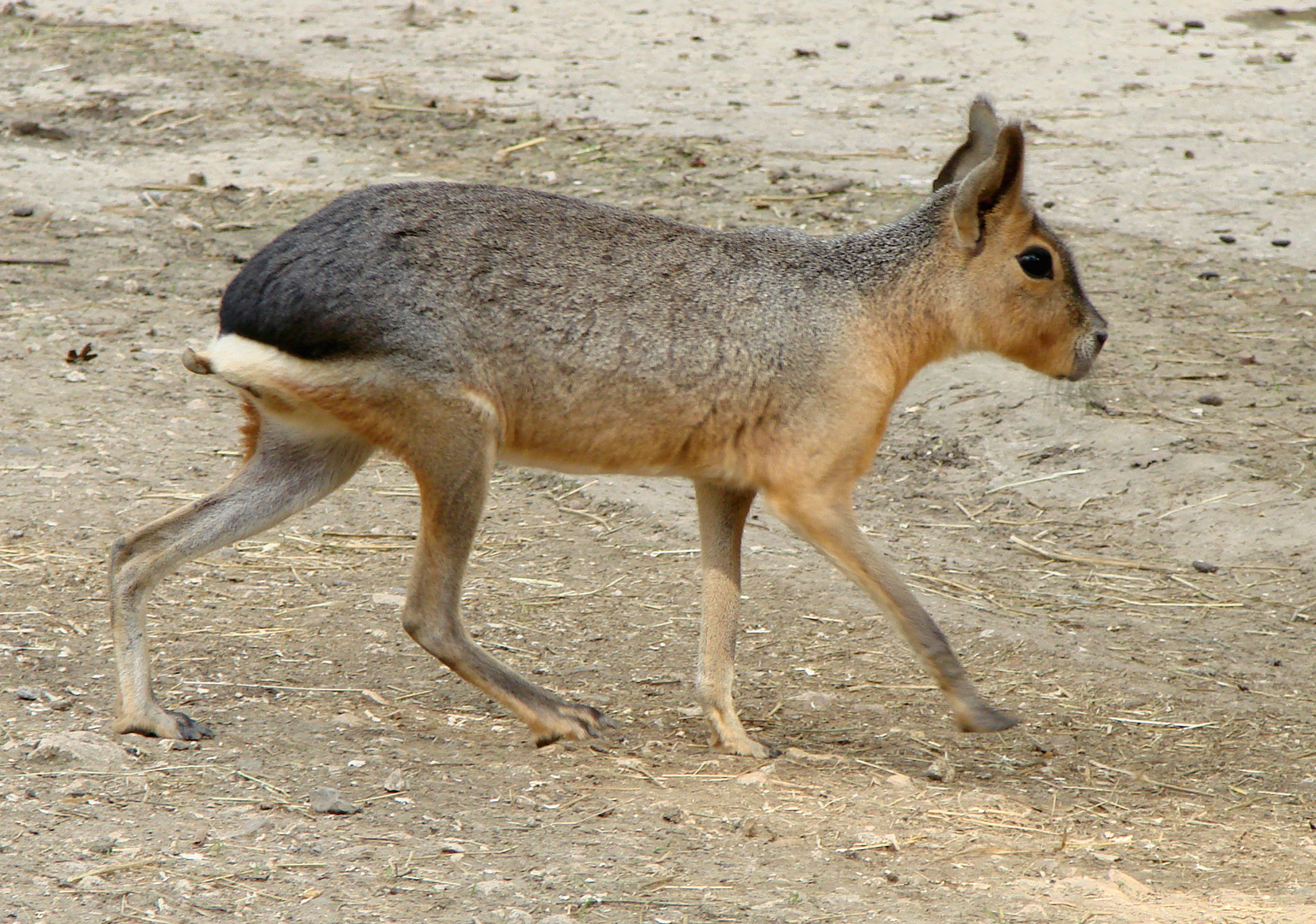
Mara ou lièvre de Patagonie (Dolichotis patagonum). Ce sont de gros rongeurs (Rodentia) qui n'ont rien à voir avec les lièvres européens (qui sont des Léporidés). Le mara mesure entre 70 et 75 centimètres de la tête à la queue et pèse de 8 à 16 kilos.
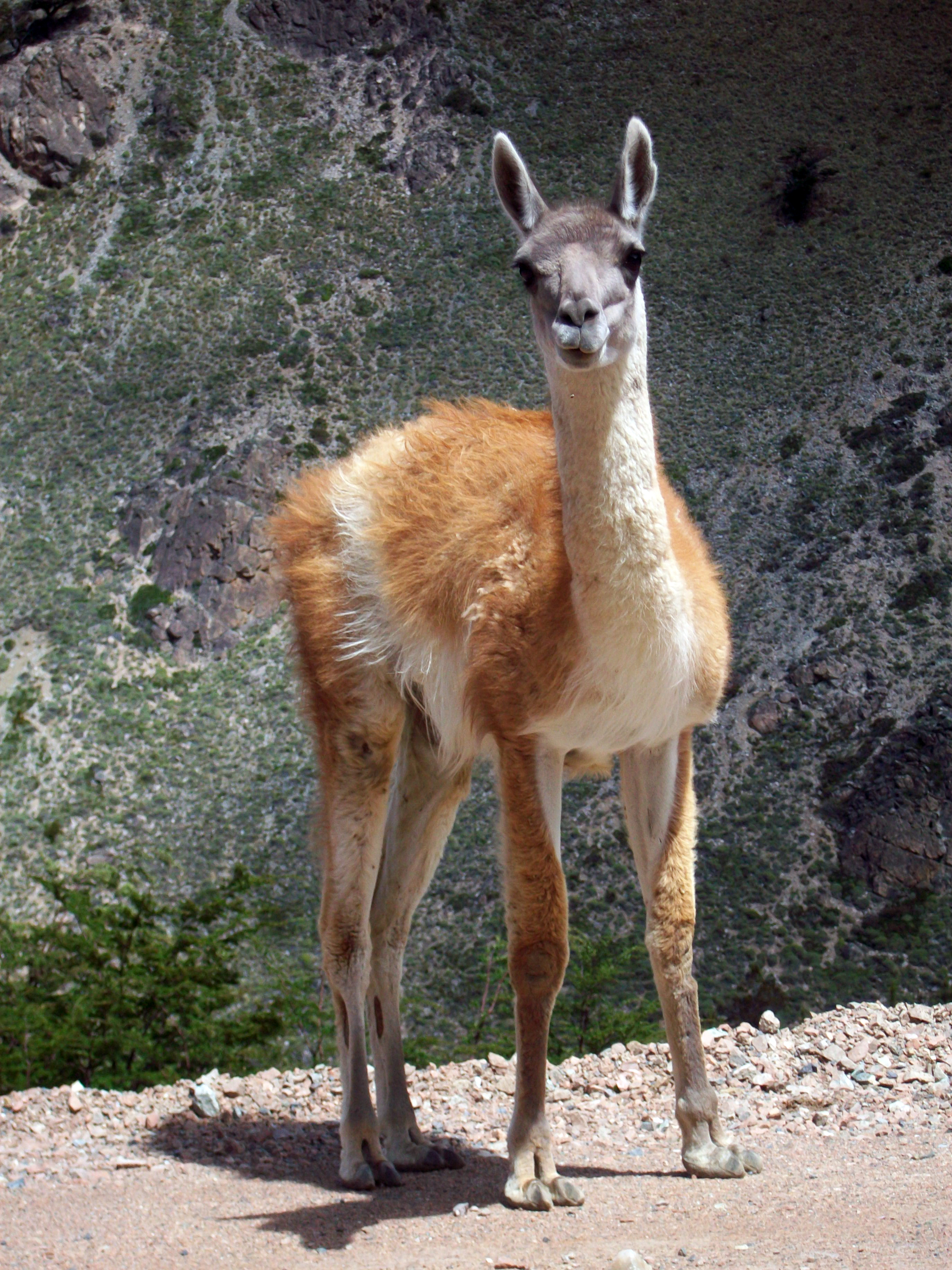
Guanaco austral (Lama guanicoe guanicoe), sous-espèce spécifique de ces régions. Photo prise près de La Hoya, Esquel, non loin du parc national.

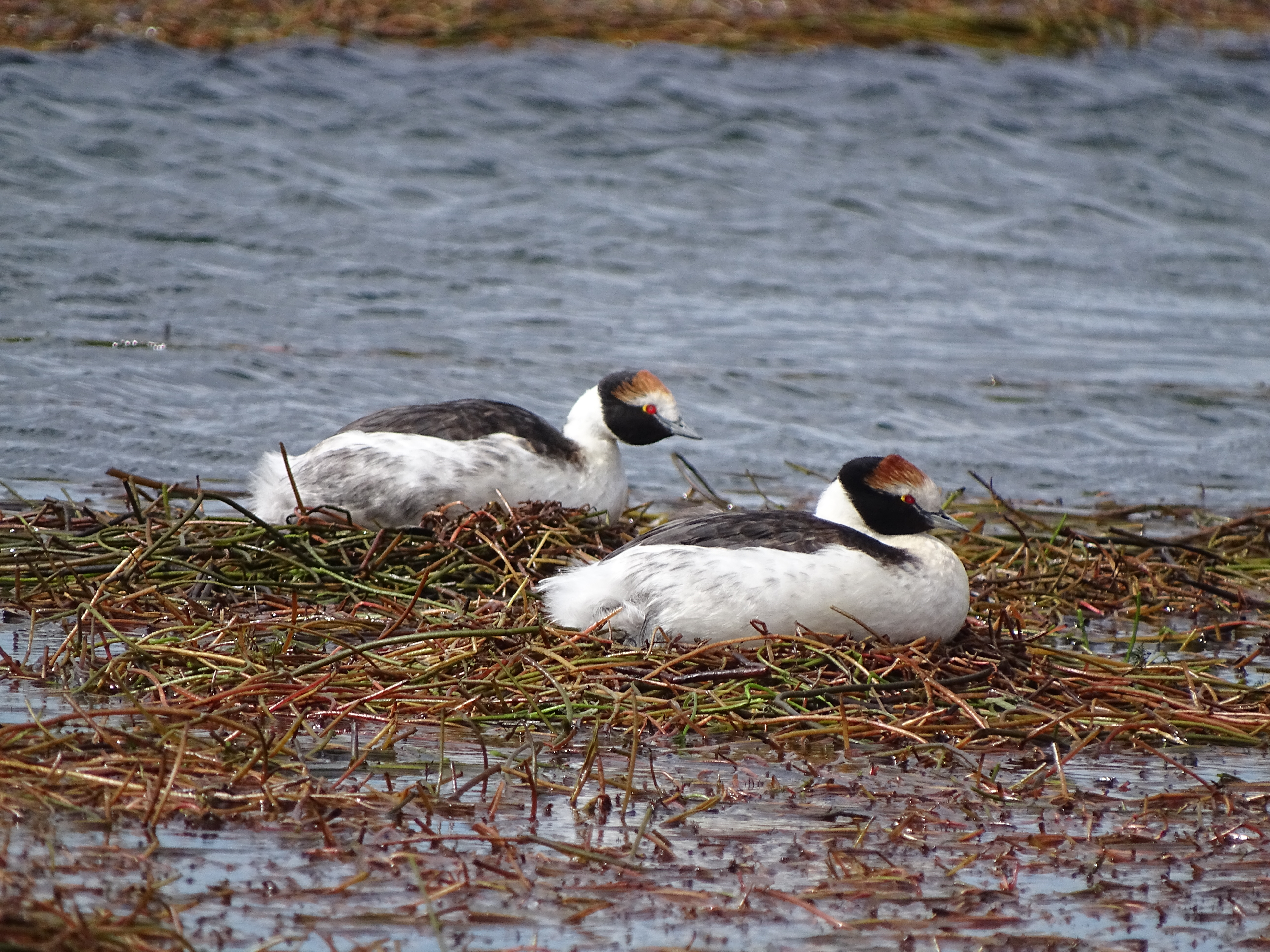
Grèbes mitrés ou macás tobianos (Podiceps gallardoi), oiseau-symbole du parc national

### Oiseaux
L'aire du parc a été déclarée comme AICA (IBA) par BirdLife International (c'est-à-dire zone importante pour la conservation des oiseaux).
Parmi ceux-ci on note la présence du nandou de Darwin (Rhea pennata), du tinamou de Patagonie (Tinamotis ingoufi), de l'ouette de Magellan (Chloephaga picta), du busard bariolé (Circus cinereus), de la buse aguia (Geranoaetus melanoleucus), du caracara à gorge blanche (Phalcoboenus albogularis), de l'attagis de Magellan (Attagis malouinus), du thinocore de Patagonie (Thinocorus rumicivorus), de la géositte à bec court (Geositta antarctica), de la géositte mineuse (Geositta cunicularia), du synallaxe vannier (Asthenes pyrrholeuca), du pépoaza à ventre rougeâtre (Neoxolmis rufiventris), du dormilon à ventre roux (Muscisaxicola capistratus), du dormilon à nuque jaune (Muscisaxicola flavinucha), du dormilon bistré (Muscisaxicola maclovianus), du sicale de Patagonie (Sicalis lebruni), de l'attagis de Gay (Attagis gayi), du thinocore de d'Orbigny (Thinocorus orbignyianus), de la colombe à ailes noires (Metriopelia melanoptera), de l'upucerthie des buissons (Upucerthia dumetaria), du cinclode brun (Cinclodes fuscus), du synallaxe des rocailles (Asthenes modesta), du dormilon à sourcils blancs (Muscisaxicola albilora), du phrygile à tête grise (Phrygilus gayi), du phrygile petit-deuil (Phrygilus fruticeti), du phrygile gris-de-plomb (Phrygilus unicolor).

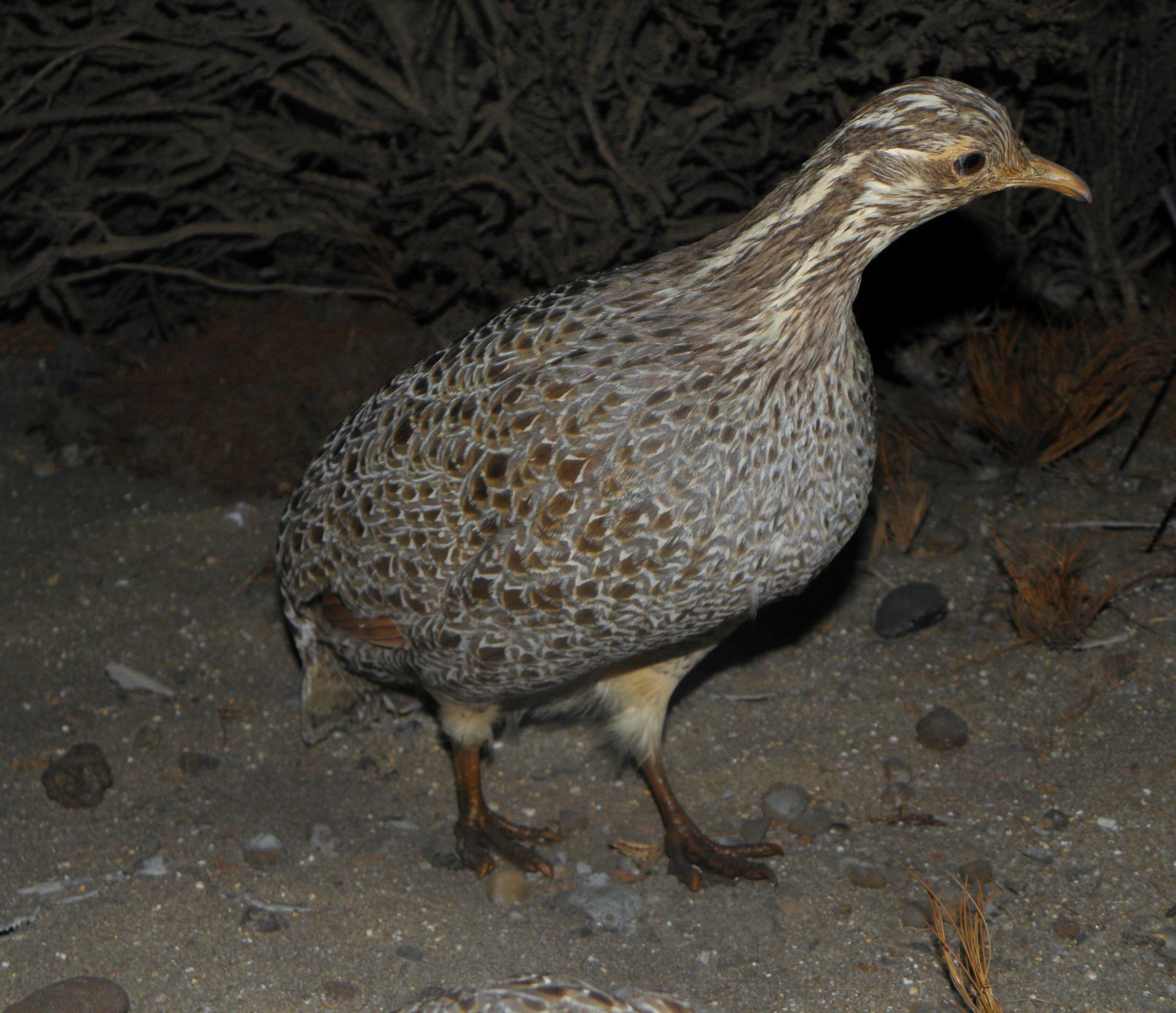
Tinamou de Patagonie (Tinamotis ingoufi)
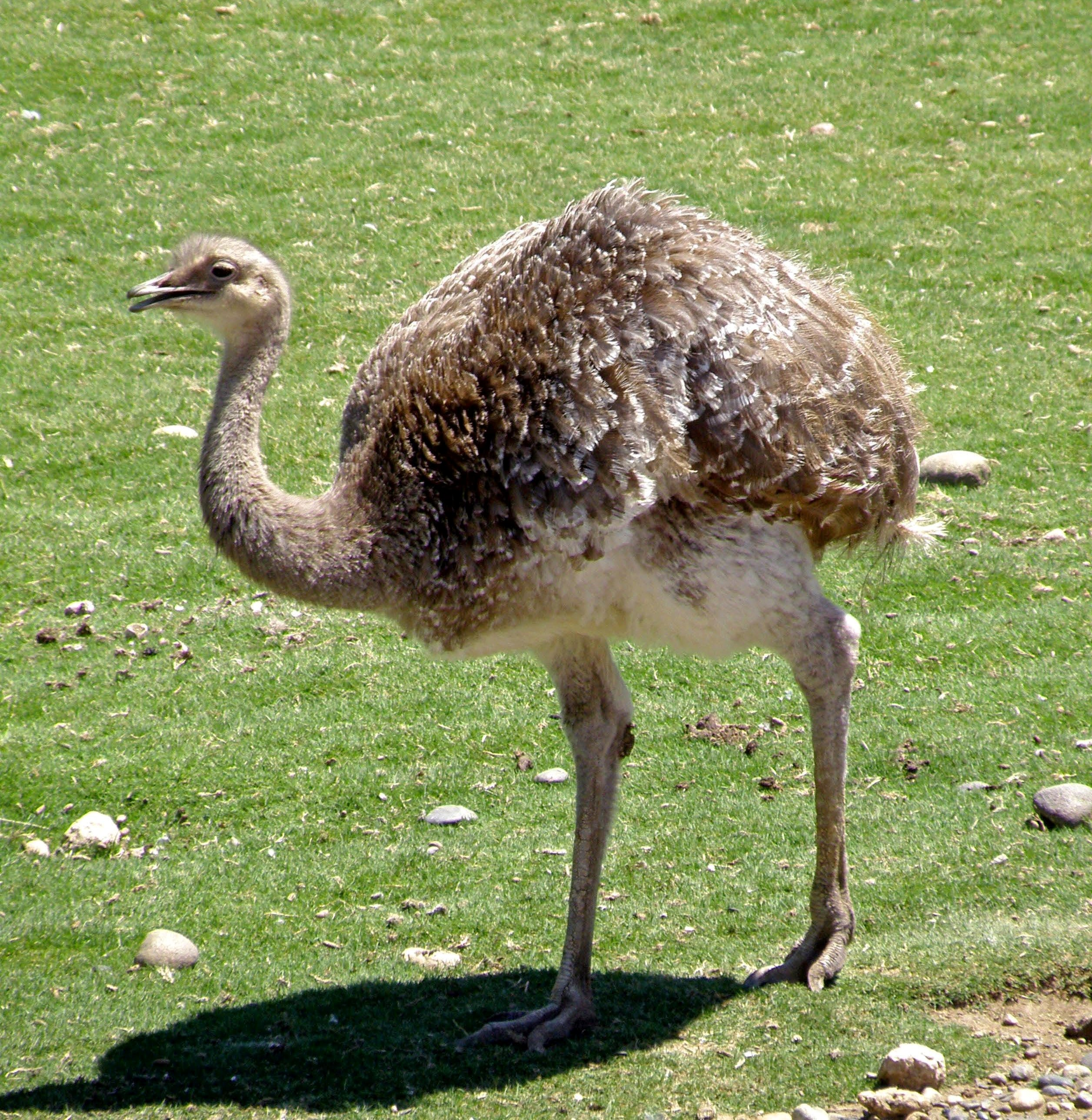
Nandou de Darwin (Rhea pennata pennata). Ici sous-espèce de Patagonie.
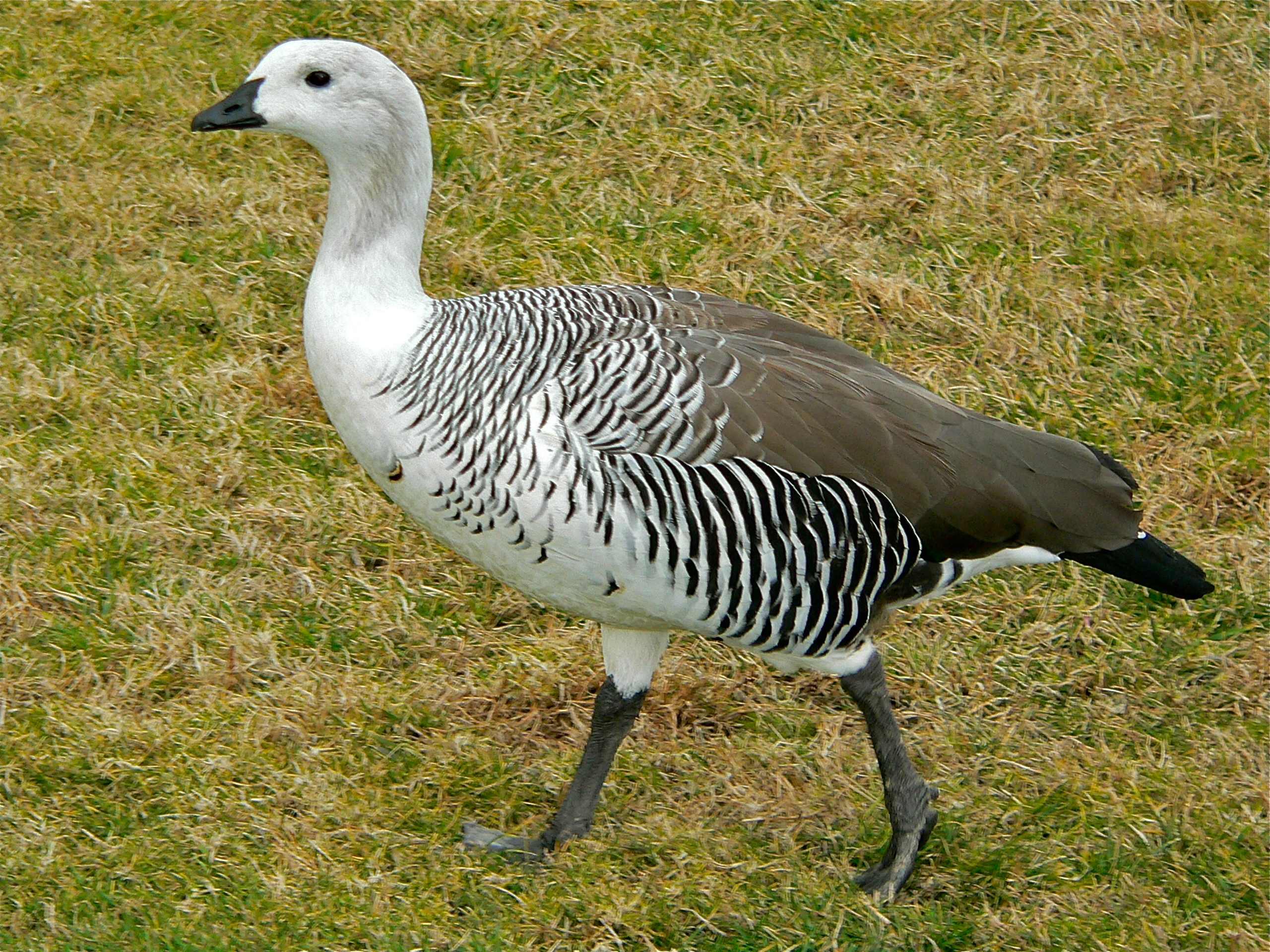
Ouette de Magellan (Chloephaga picta). Ici un mâle.

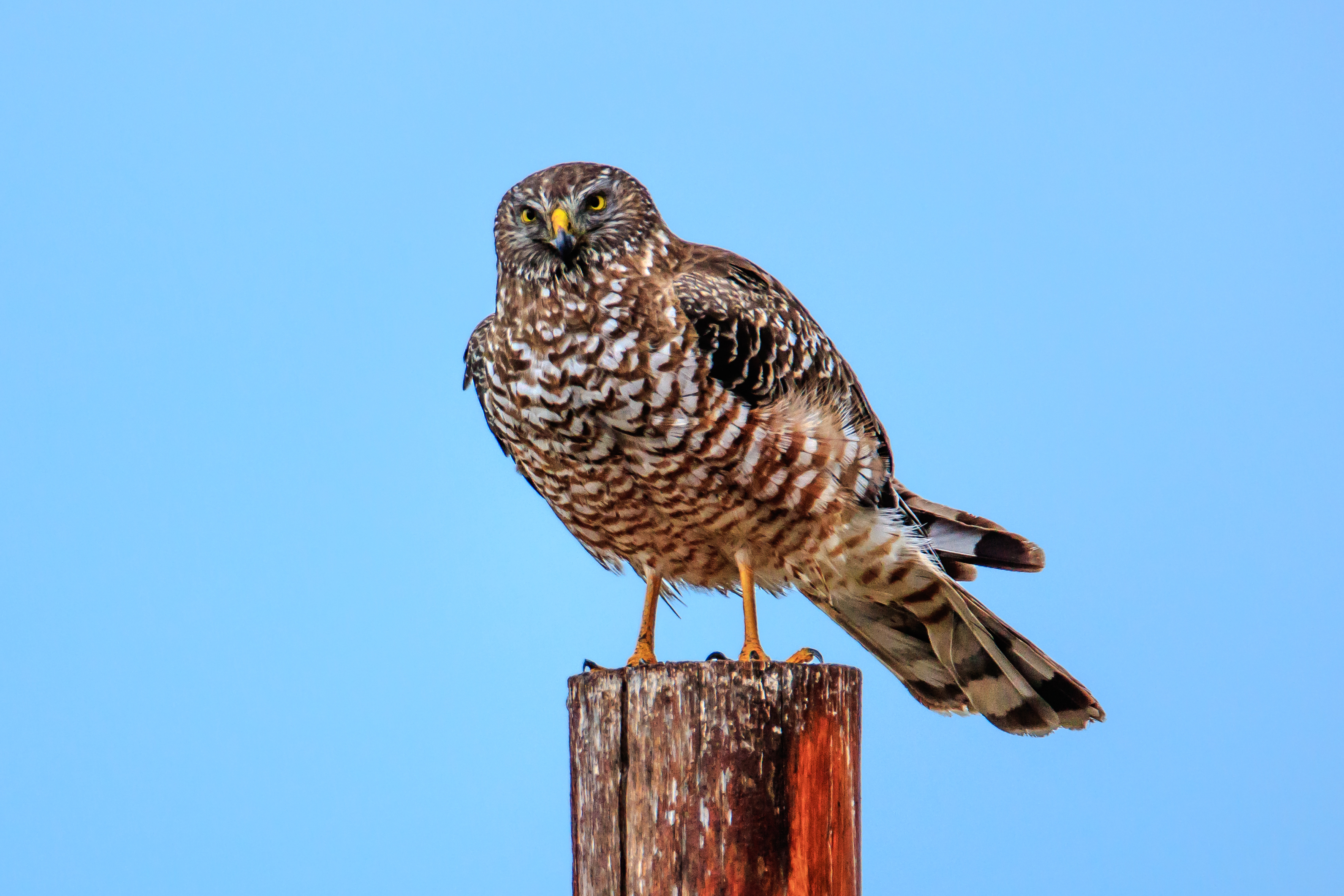
Busard bariolé (Circus cinereus)
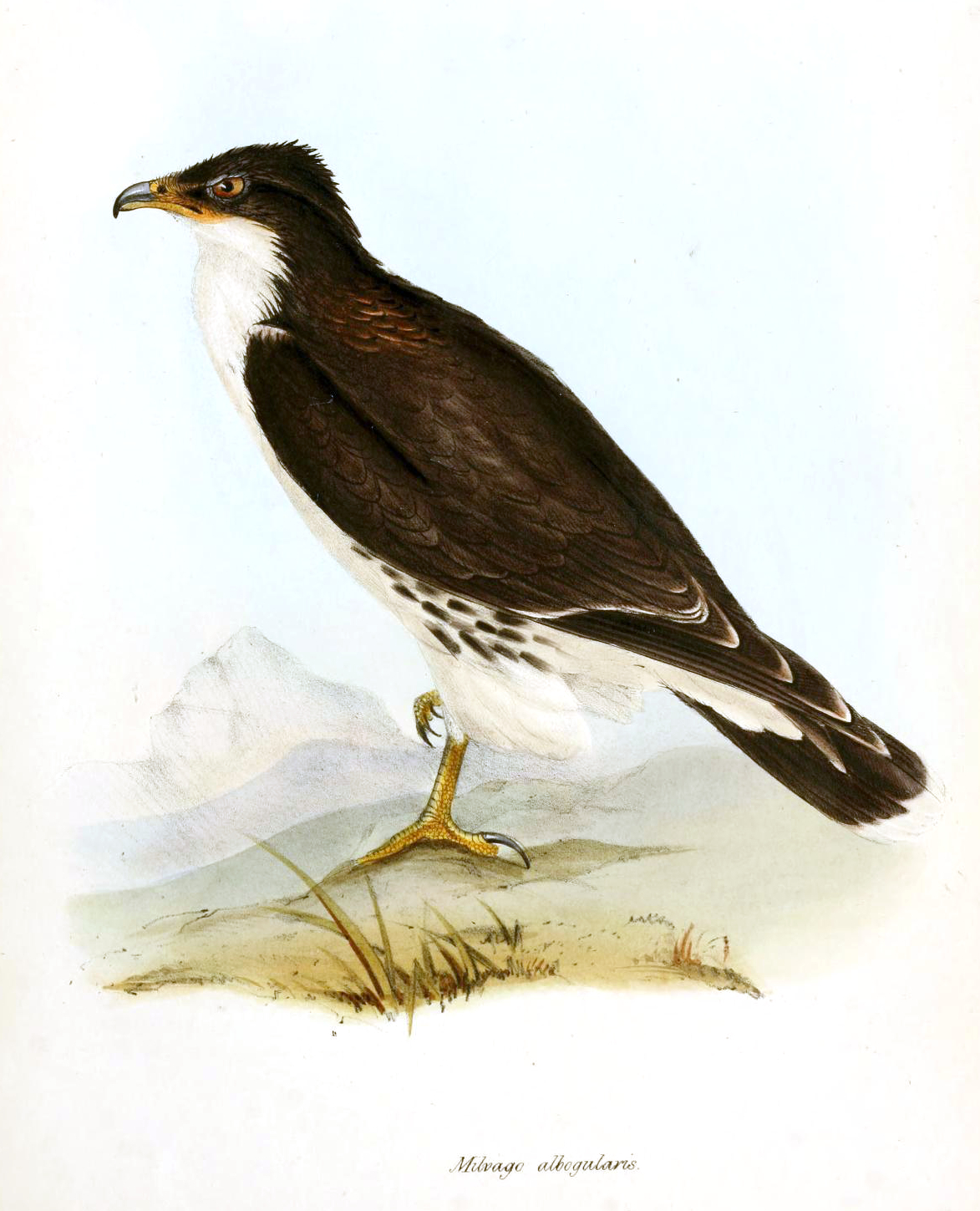
Caracara à gorge blanche (Phalcoboenus albogularis)
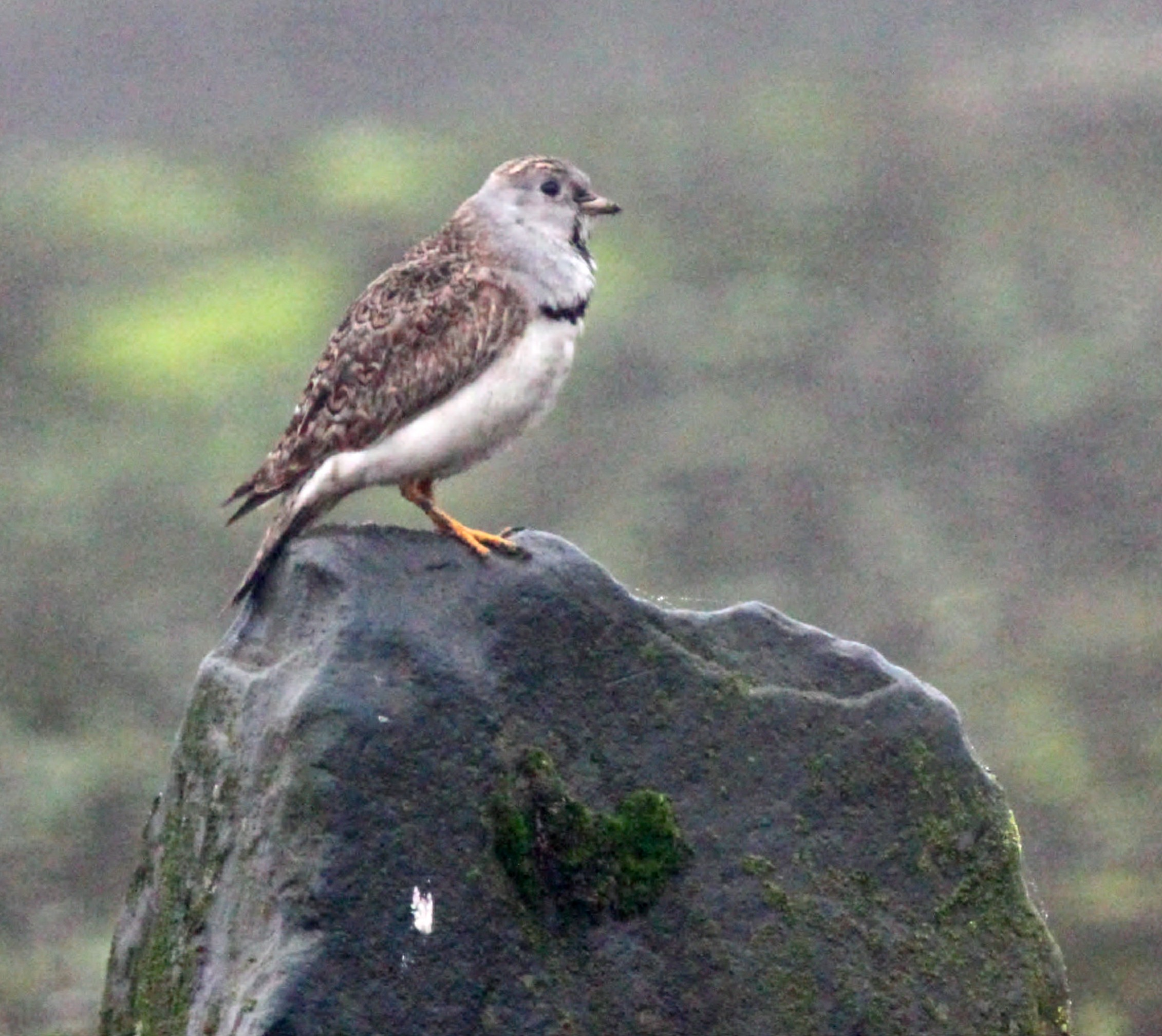
Thinocore de Patagonie (Thinocorus rumicivorus)

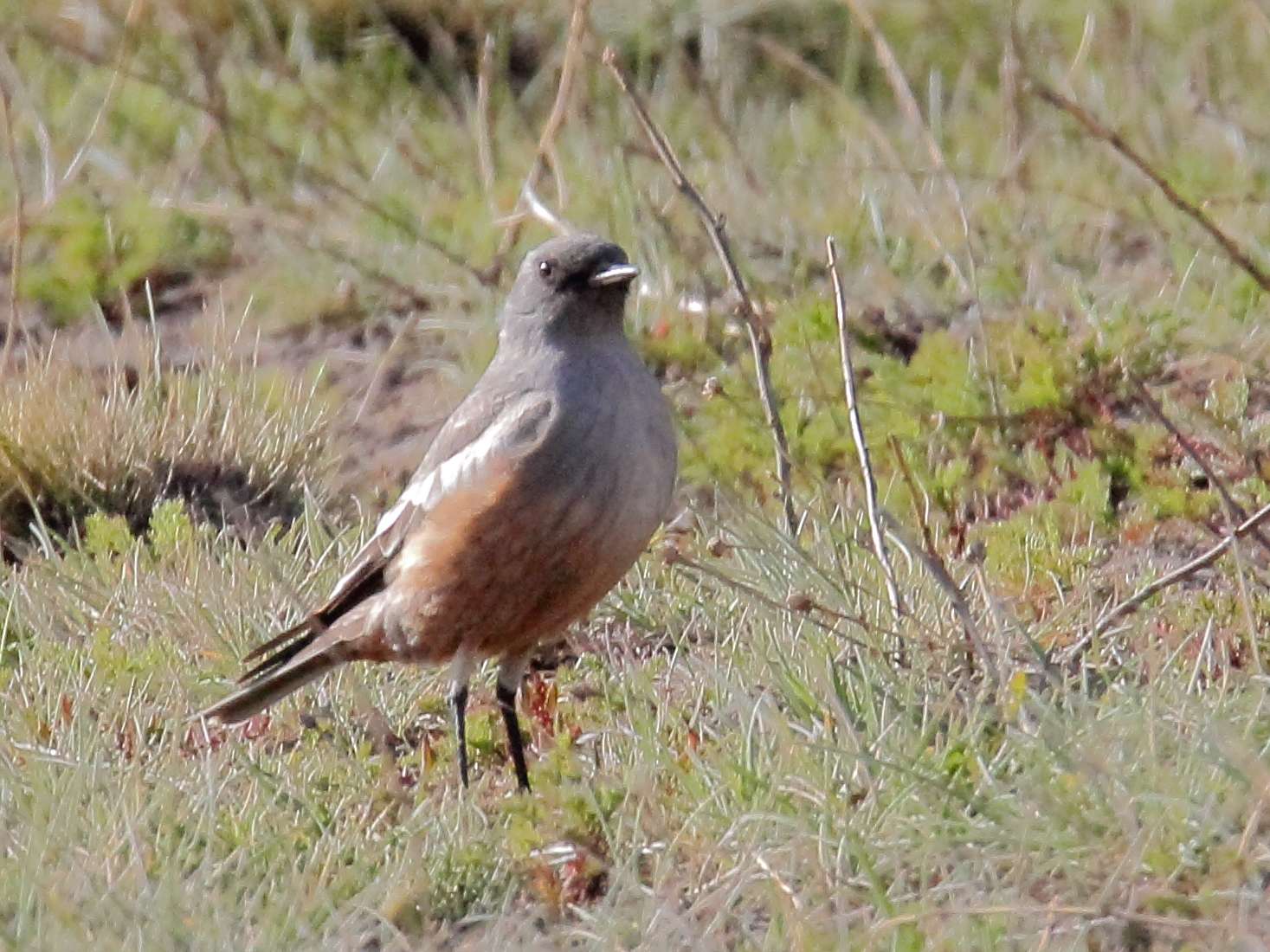
Pépoaza à ventre rougeâtre (Neoxolmis rufiventris)
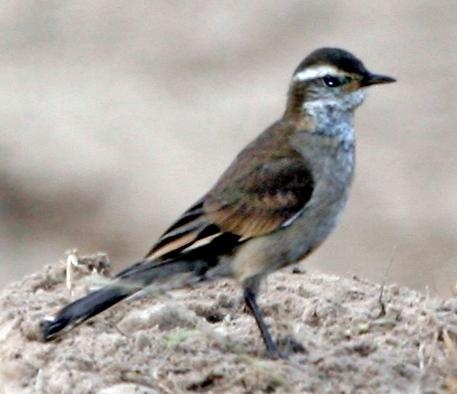
Cinclode brun (Cinclodes fuscus)
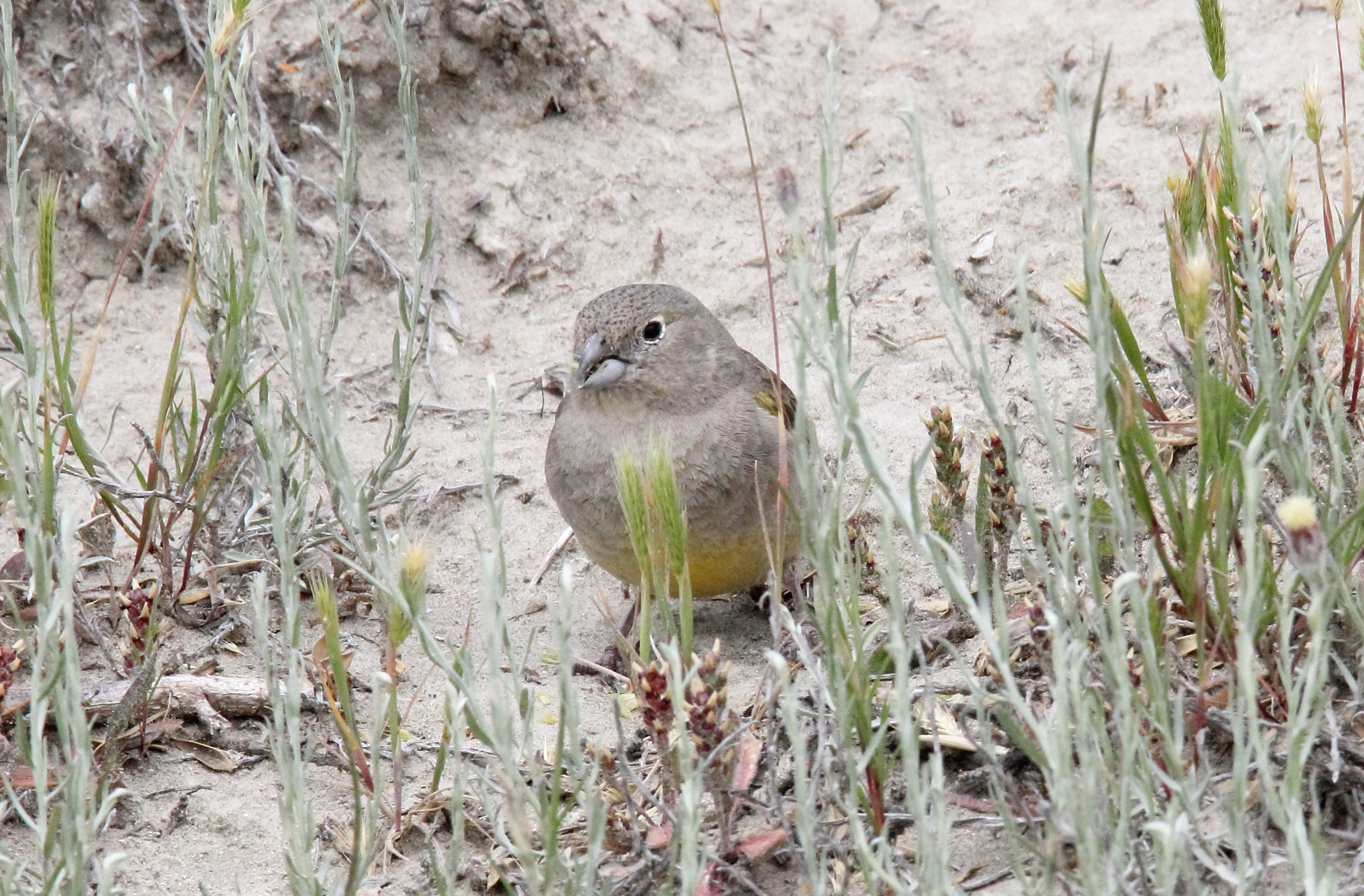
Sicale de Patagonie (Sicalis lebruni)

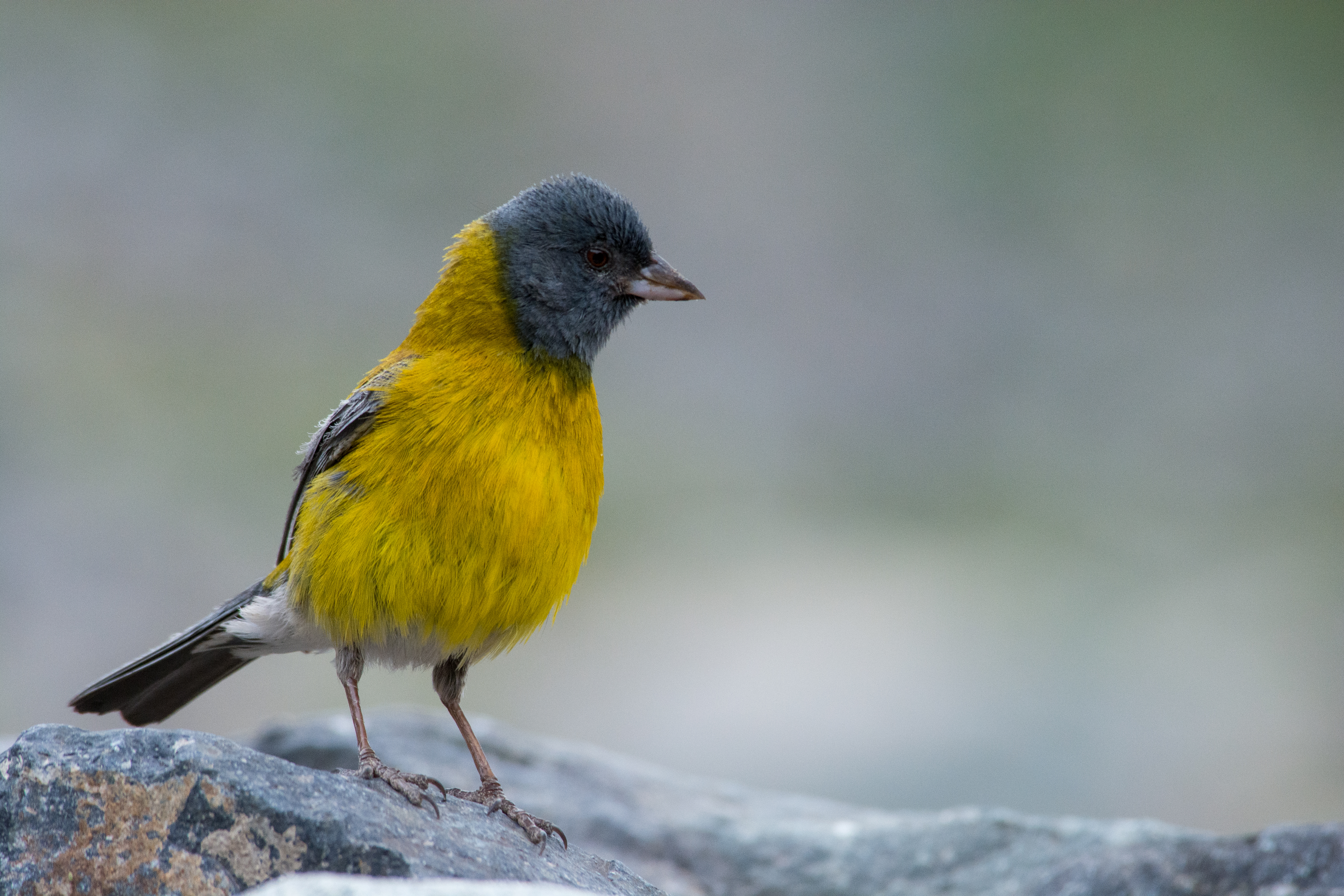
Phrygile à tête grise (Phrygilus gayi).
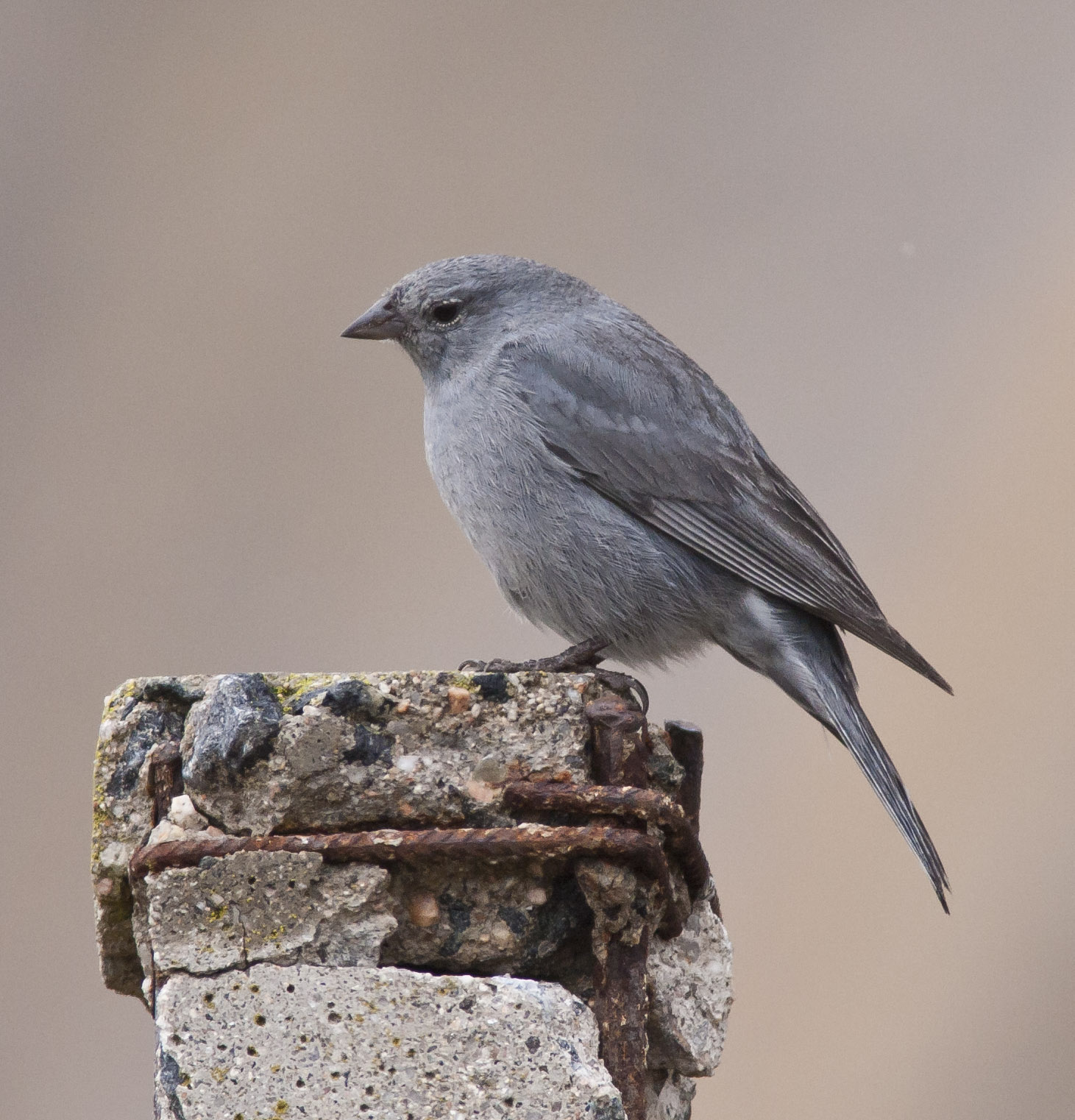
Phrygile gris-de-plomb (Phrygilus unicolor).
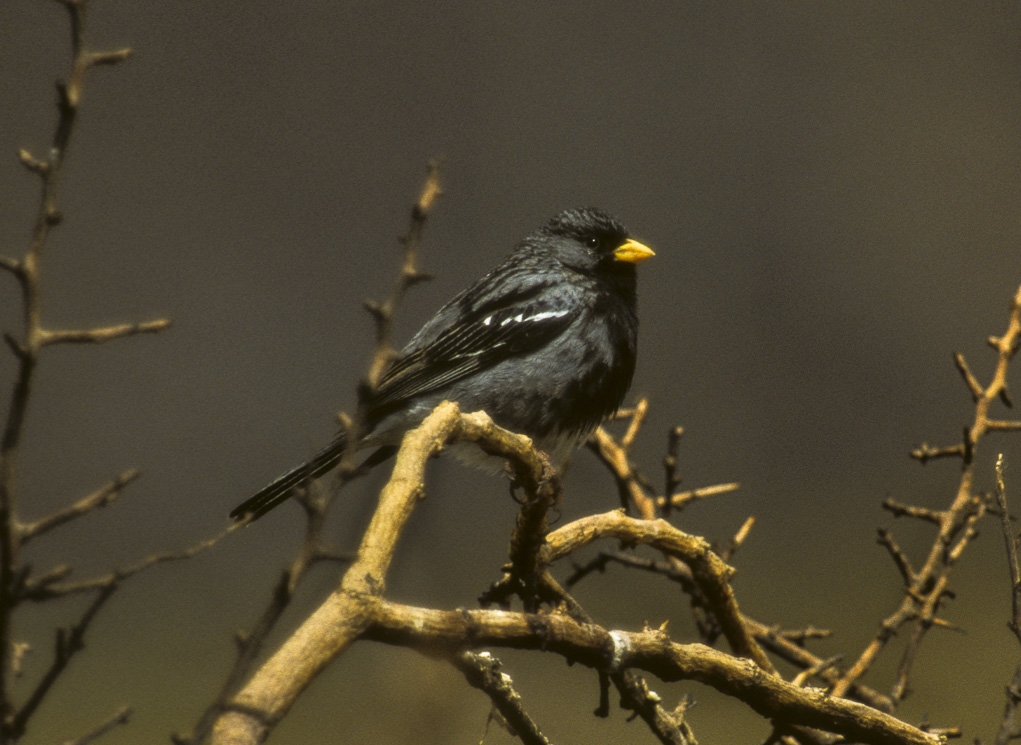
Phrygile petit-deuil (Phrygilus fruticeti).